# Vilmer Kapelle
Die Vilmer Kapelle war eine Kapelle auf der Insel Vilm in Mecklenburg-Vorpommern. Die Kapelle diente als Küstenstation, Wallfahrtsort und Einsiedelei. Sie wurde bereits im 16. Jahrhundert aufgegeben und ist nicht erhalten. Das Bauwerk befand sich gegenüber dem auf Rügen gelegenen Dorf Vilmnitz, am nordwestlichen Hochufer im Nordteil der Insel, auf dem Großen Vilm.

## Geschichte
Eine erste urkundliche Erwähnung der Kapelle ist aus dem Jahr 1336 überliefert, wobei die Kapelle jedoch bereits zuvor bestanden haben muss. 1336 stifteten die Herren von Putbus, zu deren Besitz auch der Vilm gehörte, zum Seelenheil ihrer Vorfahren und aller Freunde eine Vikarie auf dem Vilm. Als Begünstigter wurde Engelbrecht Yserenmenghere eingesetzt, dem zugleich auch eine vom Timmo Sagittarius gebaute Wohnung und der Raum zwischen dem Haus Sagittarius und einer vom Priester Petrus genutzten Zelle zugewiesen wurde. Es ergibt sich somit bereits für 1336 die Anwesenheit eines Priesters, wobei es keine Pfarrgemeinde auf der sonst zum damaligen Zeitpunkt vermutlich unbewohnten Insel gab. Es wird angenommen, dass die Kapelle der Unterbringung und Verpflegung kranker Fischer, Seeleute und anderer Menschen diente, die vom Meer zurückkamen. Die Kapelle gehörte zum Kirchspiel der Sankt-Maria-Magdalena-Kirche in Vilmnitz.
1337 wurde auf Wunsch Yserenmengheres die Vikarie auf den Kleriker Amelung von Lippe übertragen, einige Einkünfte verblieben jedoch bei Yserenmenghere. Zugleich wurde das Patronat des Hauses Putbus bestätigt. Die Bedeutung der Kapelle nahm in der Folgezeit zu. Vermutlich gab es im Jahr 1350 eine erneute Stiftung durch das Haus Putbus. Im Sommer 1358 konnte der Kaplan Amelung von Lippe mehrere Wiesen auf dem Vilm und, im in der Nähe gelegenen rügenschen Dorf Neukamp, drei Katen erwerben. Eine weitere Stiftung zugunsten des Priesters auf Vilm erfolgte 1364 durch ein Vermächtnis des Pfarrherrn der Greifswalder Nikolaikirche, Dietrich Voigt.
1371 überließ Henning von Putbus im Zuge einer Vermögensauseinandersetzung seinem Vetter und seinem Sohn die Insel Vilm und bestimmte zugleich, dass die Vikarie gemeinsam wahrgenommen werden soll. Kurze Zeit danach hörte die Nutzung der Kapelle jedoch zunächst auf. 1396 wurde die Kapelle als wüst und ungeweiht bezeichnet und zugleich die Wiedereinrichtung durch vier Einsiedler, darunter drei Priester, beschlossen. Der zwischenzeitliche Niedergang könnte mit einem 1372 vor dem Palmer Ort, südlich von Rügen, erfolgten Unglück einer Wallfahrtsgesellschaft in Zusammenhang stehen, bei der 90 Wallfahrer umkamen. Vermutlich wurde neben einem Wallfahrtsort auf Zudar auch die ebenfalls nur per Schiff erreichbare Kapelle auf dem Vilm aufgehoben. Für die Zeit von 1379 bis 1386 ist ein Petrus de Vilme in Garz auf Rügen belegt. Hierbei könnte es sich um den 1336 erwähnten Priester Petrus gehandelt haben.
1397 wurde die Kapelle aus dem Pfarrsprengel Vilmnitz herausgelöst und von allen Abgaben an die Vilmitzer Kirche befreit.
Später kamen weitere Einsiedler nach Vilm. Die Kapelle diente wieder als Pflegestation an der Küste. 1490 erfolgte eine erneute Instandsetzung der wiederum vom Verfall bedrohten Kapelle. Der Bischof von Roskilde bestätigte die 1397 gewährte Selbständigkeit der Kapelle. Am 22. September 1494 weihte Jakob, Titularbischof von Gardar, als Vikar des Bischofs von Roskilde einen neuen Hochaltar im erneuerten und neu ausgestatteten Gebäude. Vermutlich handelte es sich um einen weitgehenden Neubau. Vor einer großen Volksmenge wurde der Altar zu Ehren der Dreifaltigkeit, Marias, Laurenzius und der 11.000 Jungfrauen geweiht. Zugleich wurde bestimmt, dass der Weihetag zukünftig jährlich gefeiert werden sollte und allen Teilnehmern, die Geschenke oder Lichter brachten, ein Ablass von 40 Tagen gewährt werden sollte. Hieraufhin wurde die Kapelle wieder Wallfahrtsziel. Vermutlich gab es in der Kapelle ein Gnadenbild der Maria.
Über die bauliche Beschaffenheit der Kapelle ist nur wenig bekannt. Alfred Haas vermutete 1924, dass sie 24 Schritt lang und 6 Schritt breit gewesen wäre. Vermutlich hatte sie zwei Eingänge. Auf der Südseite der Kapelle befand sich ein Nebenaltar. Er wurde zu Ehren des allmächtigen Gottes, des heiligen Kreuzes und der Jungfrau Maria errichtet und mit einer Vikarie des Hauses Putbus in den Jahren 1499 und 1507 neu besetzt. Möglicherweise handelte es sich um die Neuauflage der bereits 1336 eingerichteten Vikarie.
In der Zeit der Reformation wurde die Kapelle aufgehoben, wobei konkrete Nachrichten hierzu nicht überliefert sind. Die Kapelle wurde vermutlich verlassen und verfiel. Nach einer Sage soll sich eine Kuh in die Kapelle verirrt haben und durch eine ins Schloss fallende Tür eingesperrt worden sein. Die Kuh sei verhungert, worauf man einen Abriss des Gebäudes beschlossen habe. Bei dieser Sage dürfte es sich jedoch um die schlichte Übernahme einer gleichlautenden Sage der Kapelle auf der Greifswalder Oie handeln.

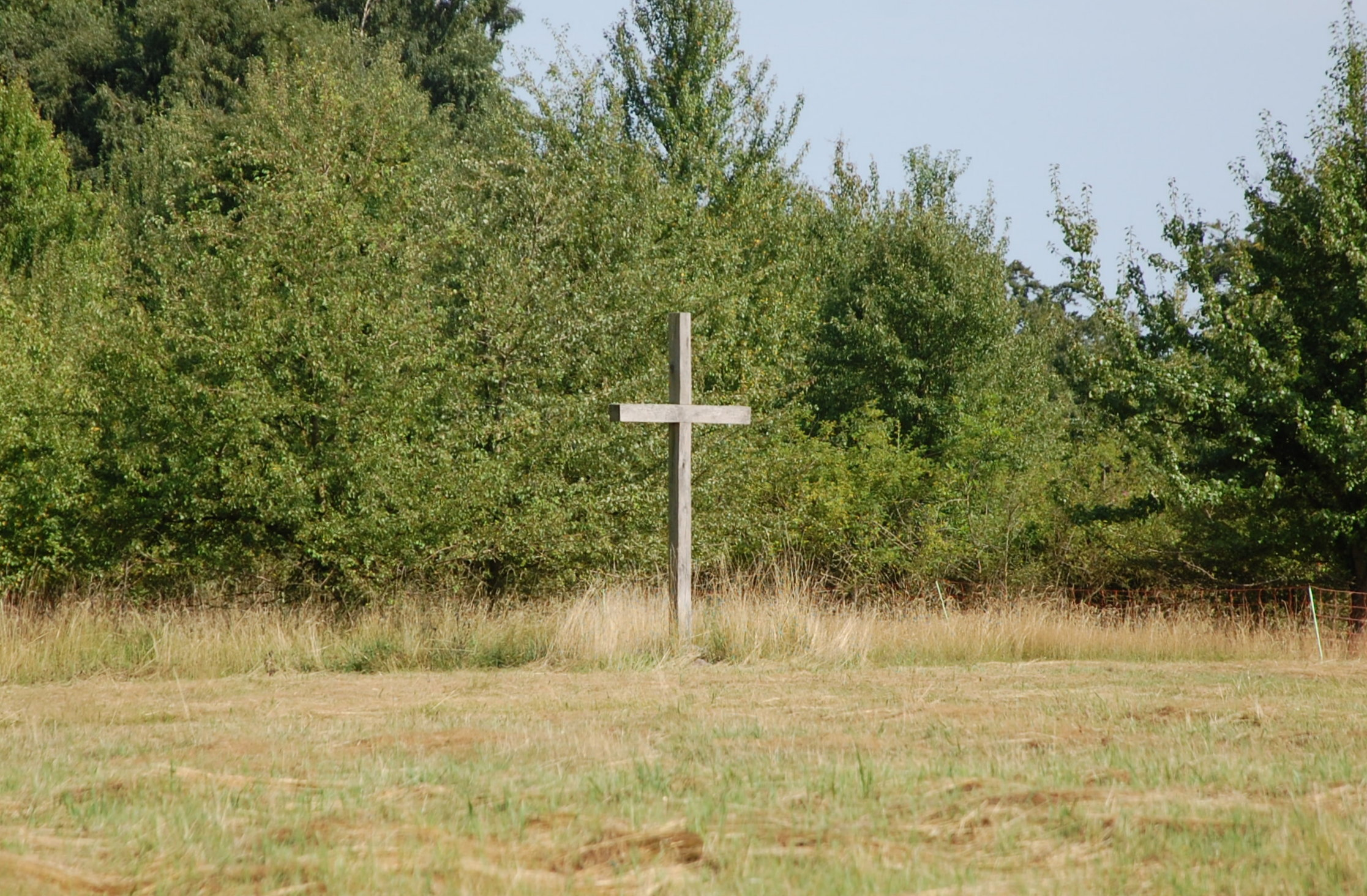
Kreuz auf Vilm zur Erinnerung an die Kapelle, 2013

Auf einer Karte der Schwedischen Landesaufnahme von Vorpommern aus dem Jahr 1695 ist die Lage der Kapelle noch eingezeichnet. Im 18. Jahrhundert wurde das Gebäude dann auf Anweisung des Grafen Malte Friedrich von Putbus abgerissen und als Baumaterial für den Wirtschaftshof in Putbus verwandt. Noch in den 1930er Jahren wurde der Platz mit Kapellenplatz oder Kapellenring bezeichnet. Bei einem Umbau einer Scheune in Vilmnitz im Jahr 1912 wurde vermutet, dass ein alter Eichenbalken von der Vilmer Kapelle stamme. Ähnliches wurde bei einer Scheune in Neuendorf behauptet. Eine zweiflügelige, 2,50 Meter hohe Haustür, die in einem Stall in Vilmnitz lag, wurde für die Tür der ehemaligen Kapelle gehalten. Auch die Steinpfeiler am Eingang zum Hofraum des Gehöfts auf dem Vilm, galten als Reste der Kapelle. Ende des 19. Jahrhunderts wurde am Strand ein Messingleuchter gefunden, der möglicherweise auf die Kapelle zurückging. Der Leuchter wurde vom Finder an einen Fremden veräußert, der Verbleib ist unbekannt.
Erhalten geblieben war zunächst auch ein Bild in der fürstlichen Kanzlei in Putbus, von dem angenommen wurde, dass es sich um das ursprüngliche Mariengnadenbild der Kapelle handelte. Darüber hinaus bestand ein 21 Zentimeter langer Schlüssel. Beide Gegenstände sind nicht erhalten. Vom Schlüssel existiert eine Fotografie aus der Zeit um 1938. Er ist unter einer alten Beschriftung Schlüssel zu der alten Kapelle auf der Insel Vilm abgebildet. Heute (Stand 2013) erinnert ein auf Vilm aufgerichtetes Kreuz an die Kapelle.
Die Kapelle diente auch als Begräbnisplatz. Es wird vermutet, dass auch Beisetzungen von Angehörigen des Hauses Putbus an der Kapelle erfolgten. 1855 wurden in den Trümmern der Kapelle zwei große steinerne Grabplatten geborgen. Allerdings sind die Inschriften nicht überliefert. Die zunächst bei den Kapellenfundamenten aufgestellten Platten wurden umgestoßen und zerbrachen. Später wurden die Reste entfernt und anderweitig verwandt.